# Oculina varicosa
Oculina varicosa Le Sueur, 1821 è una madrepora coloniale della famiglia Oculinidae.

## Distribuzione e habitat
Questa specie è diffusa nelle acque dei Caraibi, del golfo del Messico, della Florida e delle Bahamas.

## Conservazione
La Lista rossa IUCN classifica Oculina varicosa come specie vulnerabile.